# هاسکرهورنه
هاسکرهورنه (به هلندی: Haskerhorne) یک منطقهٔ مسکونی در هلند است که در اسکارستلان واقع شده‌است. هاسکرهورنه ۵۶۵ نفر جمعیت دارد.